# 洪曉慧事件
洪曉慧事件是指1998年3月間，時任國立清華大學女研究生洪曉慧因感情糾紛而凶殺研究所同學的案件。1998年3月9日上午國立清華大學原子科學院輻射生物研究所演講廳發現一具女屍體，故國立清華大學稱三〇九事件，或稱洪曉慧殺人案、清大溶屍案、清大情殺案、清大王水溶屍案。

## 人物背景
| 兇嫌   | 兇嫌 | 兇嫌              | 兇嫌         | 兇嫌                   |
| 姓名   | 性別 | 出生日期          | 出生地       | 畢業院校               |
| ------ | ---- | ----------------- | ------------ | ---------------------- |
| 洪曉慧 | 女性 | 1974年（50—51歲） | 高雄市前鎮區 | 國立交通大學應用化學系 |

| 被害人（死者） | 被害人（死者） | 被害人（死者）                | 被害人（死者） | 被害人（死者）       |
| 姓名           | 性別           | 出生日期                      | 出生地         | 畢業院校             |
| -------------- | -------------- | ----------------------------- | -------------- | -------------------- |
| 許嘉真         | 女性           | 1974年-1998年3月7日（24歲）殁 | 台北市大安區   | 長庚大學醫事技術學系 |

| 姓名       | 性別       | 出生日期          | 出生地       | 畢業院校           |
| 事件關係人 | 事件關係人 | 事件關係人        | 事件關係人   | 事件關係人         |
| ---------- | ---------- | ----------------- | ------------ | ------------------ |
| 曾煥泰     | 男性       | 1969年（55—56歲） | 新北市板橋區 | 東吳大學微生物學系 |

## 事件經過
三人於1996年夏，同時考進清華大學輻射生物研究所（洪、許兩女為碩士班，曾男為博士班），洪、許兩女於前一年已於補習班熟識，入學後更成為形影不離的好友，但兩人後因同時愛上同系學長曾煥泰，感情逐漸交惡。曾煥泰雖對外表示他對兩女均僅視為妹妹、朋友，但實際上曾煥泰早已分別與兩女多次发生性行為。1998年3月7日凌晨，洪曉慧與許嘉真為了曾煥泰之事於該所演講廳內談判，洪曉慧要求許嘉真放棄曾煥泰，許嘉真不服，兩人激烈爭執後，洪曉慧動手打了許嘉真一巴掌，又以雙手掐住許嘉真的頸部，朝地面撞擊，導致許嘉真頭部因重擊地面大量流血，最後昏迷。洪曉慧後從實驗室內取一瓶氯仿，朝許嘉真後腦淋下，將許嘉真藏在演講廳冷氣機旁，並以紗布擦拭演講臺前血跡。案發十六小時後，3月7日晚上9時15分，洪曉慧回到現場，驚覺許嘉真因昏迷吸入氯仿與紫外光、氧反應分解的光氣已窒息死亡，於是在輻射生物研究所實驗室內以硝酸、鹽酸混合成王水，成功以王水毀壞屍體，故許嘉真屍體被發現時五官已腫爛難以辨認。之后洪曉慧為故佈疑陣，於命案現場還故意遺留一個她稍早與曾煥泰性交時曾煥泰所使用的保險套，丟在屍體左臂下方，企圖將命案現場設計成許嘉真係遭歹徒奸杀。
案發後，檢警很快就查出許嘉真與洪曉慧、曾煥泰的三角戀情，隨後因命案現場留有洪曉慧的指甲，命案發生後洪曉慧仍使用許嘉真的信用卡，以及使用許嘉真電子郵件帳號發信等證據，全案迅速被偵破。洪曉慧表示，事件起因於許嘉真「設計」她刷信用卡：3月6日上午十時，許嘉真將信用卡借給洪曉慧購買化妝品，後洪曉慧交還信用卡及化妝品；3月6日晚上九時許、洪兩女與曾煥泰一同外出，許嘉真發現不能刷卡；洪曉慧認為許嘉真故意設計陷害她，心生不滿；3月7日，兩人在清華大學輻射生物研究所演講廳談判，最後釀成這起悲劇。警方後來在洪曉慧租住處找到命案當天她穿的鞋子，鞋子上面沾有許嘉真的血跡，洪曉慧的坦白和檢警偵辦後均未發現有幫凶。
全案偵破後，洪曉慧、曾煥泰立刻被國立清華大學退學，洪曉慧後被時任新竹地檢署檢察官宋恭良起訴並求處無期徒刑，經新竹地方法院、台灣高等法院審理，洪曉慧均依殺人罪被判處15年、毀壞屍體罪被判處3年合計18年有期徒刑，並需賠償許家新台幣2,417萬元，洪曉慧於二審判決出爐後放棄上訴，於1999年1月發監執行，後於獄中受洗成為基督徒。2000年4月，洪曉慧被移到臺灣高雄女子監獄服刑後，曾先後四次呈報法務部申請假釋，但因殺人手法太過兇殘，法務部顧及社會觀感後均未批准。許嘉真的父親許文宏曾悲痛表示：「我女兒頭上這麼多傷，洪曉慧是這樣抓著她的頭，浸在王水裡。此人的人性怎麼會這樣？」2008年11月27日洪曉慧第五度申請假釋終被核准，12月3日假釋出獄。

## 後續
- 洪曉慧假釋出獄後，定居於高雄市前鎮區老家，三采文化出版事業有限公司主動聯繫洪，並提供予翻譯的工作。洪曉慧以筆名「綵憶」翻譯作品，第一部作品《水意識》（WATERMIND）於2009年6月24日出版，同年10月9日其翻譯的第二部作品《末日之生》（Darwin's Radio）出版。[14][15]2010年在朱學恆的《開放式課程》公益團體擔任翻譯，2015年離開團隊後就此銷聲匿跡。
- 曾煥泰遭國立清華大學退學後，避走國外，取得博士學位後返國於台北市擔任電腦工程師，至2008年底仍單身未婚。曾有傳言指曾煥泰改名，但被其擔任台北縣議員的叔叔曾文振否認。[16][17]

## 改編
- 民視關鍵時刻─〈62小時追！追！追！－女研究生情殺溶屍案〉
- 台視藍色蜘蛛網─〈燃燒的青春〉

## 参見
- 王鸿伟
- 黃麟凱
- 张彦文情杀案
- 台大潑酸事件

## 外部連結
- 國立清華大學簡訊第346期 （页面存档备份，存于） - 國立清華大學對該案件之內部調查
- 對清大王水溶屍案洪曉慧的教育 -清大校長的永不放棄
- 〈王水溶屍命案 清大 洪曉慧〉，《台視》《熱線追蹤》，2011年1月11日